# Fast as a Shark
Fast as a Shark is een nummer van de Duitse band Accept. Het is het eerste nummer van het album Restless and Wild.
"Fast as a Shark" is een snel en energiek metalnummer. Accept kan als een pioneer beschouwd worden op het in die tijd nog vrij onbekende gebied van de speedmetal. Judas Priest verkende dit terrein met een nummer als "Exciter" van Stained Class uit 1978 en Accept deed iets soortgelijks met "Fast as a Shark".
Het nummer werd mede beroemd door het opvallende intro. Het begint als een typisch Duits marslied, Ein Heller und ein Batzen ('een cent en een dubbeltje'), dat een stuk is uit de zogenaamde Wehrmacht Soldatenlieder. De tekst en muziek zijn van Albert von Schlippenbach. Hierna volgt er een schreeuw van zanger Udo Dirkschneider en daarna starten de instrumentalisten van de band met spelen.
Het nummer is regelmatig gecoverd, onder andere door Helloween en Altar. Udo Dirkschneider nam het zelf ook nog een keer op met zijn groep U.D.O.